# Melanorosaurus
Melanorosaurus ("Ještěr z Černé hory" (z řečtiny melas/μέλας, "černý", oros/ὄρος, "hora" + sauros/σαῦρος, "ještěr") byl rod vývojově bazálního sauropodomorfního dinosaura, který žil v období pozdního triasu.
Fosilie tohoto dinosaura byly popsány a pojmenovány v roce 1924 Sidney Haughtonem po objevu na severním svahu hory Thaba 'Nyama (Černá hora) v Transkei. Byl to býložravý dinosaurus s velkým tělem, robustními končetinami a dlouhým krkem. První kompletní lebka melanorosaura ale byla popsána až roku 2007.

## Dentice
Melanorosaurus měl lebku o délce přibližně 250 mm. Dolní čelist měla čtyři zuby na každé straně, což bylo charakteristickým znakem u většiny primitivních sauropodomorfů. Horní čelist měla 19 zubů na každé straně.

## Velikost
Celková délka melanorosaura činila kolem 8 až 10 metrů, hmotnost pak asi 1,3 tuny. Melanorosauři tak patřili k menším sauropodomorfům, alespoň ve srovnání s pozdějšími sauropody.